# Rumänische Badminton-Mannschaftsmeisterschaft 2022
Die Rumänische Badminton-Mannschaftsmeisterschaft 2022 fand im Modus „Jeder gegen jeden“ vom 1. bis zum 4. September 2022 in Bukarest statt. Meister wurde das Team vom CS Știința Bacău.

## Endstand
| Platz | Team                         | Punkte | Spiele | G | U | V | Spielpunkte |   |    | Sätze |   |    | Bälle |   |     |
| ----- | ---------------------------- | ------ | ------ | - | - | - | ----------- | - | -- | ----- | - | -- | ----- | - | --- |
| 1     | CS Știința Bacău             | 6      | 4      | 3 | 0 | 1 | 14          | - | 6  | 30    | - | 13 | 835   | - | 688 |
| 2     | Sportul Studentesc București | 6      | 4      | 3 | 0 | 1 | 15          | - | 5  | 31    | - | 11 | 821   | - | 679 |
| 3     | CS Politehnica Iasi          | 4      | 4      | 2 | 0 | 2 | 8           | - | 12 | 17    | - | 27 | 721   | - | 831 |
| 4     | ACS Armada Sud București     | 2      | 4      | 1 | 0 | 3 | 7           | - | 13 | 17    | - | 28 | 729   | - | 818 |
| 5     | CSU UVT Timișoara            | 2      | 4      | 1 | 0 | 3 | 6           | - | 14 | 12    | - | 28 | 643   | - | 733 |